# I. e. 133
Évszázadok: i. e. 3. század – i. e. 2. század – i. e. 1. század
Évtizedek: i. e. 180-as évek – i. e. 170-es évek – i. e. 160-as évek – i. e. 150-es évek – i. e. 140-es évek – i. e. 130-as évek – i. e. 120-as évek – i. e. 110-es évek – i. e. 100-as évek – i. e. 90-es évek – i. e. 80-as évek
Évek: i. e. 138 – i. e. 137 – i. e. 136 – i. e. 135 –  i. e. 134 – i. e. 133 – i. e. 132 – i. e. 131 – i. e. 130 – i. e. 129 – i. e. 128

## Események

### Róma
- Lucius Calpurnius Piso Frugit és Publius Mucius Scaevolát választják consulnak.
- Calpurnius Piso consul a szicíliai Messinánál legyőzi a felkelő rabszolgákat.
- Tiberius Gracchus néptribunus a szenátus megkerülésével megszavaztatja a földreformról szóló törvényt. A római törvények korlátozták, hogy az állami földből mennyit használhat egy polgár, de ezt nem ellenőrizték és hatalmas, rabszolgákkal művelt földbirtokok jöttek létre. Gracchus törvénye szigorúan felülvizsgálta volna a földhasználatot és az elkobzott birtokokat a szegények között osztotta volna szét.[1]
- Július 20.: a feldühödött szenátorok követőikkel együtt rátámadnak Gracchusra és támogatóira és botokkal, kövekkel agyonverik a néptribunust és még 300 embert.
- Hispániában Scipio Aemilianus kilenc hónapos ostrom után elfoglalja Numantiát, amelynek védői öngyilkosok lesznek. Véget ér a numantiai háború.

### Hellenisztikus birodalmak
- Meghal III. Attalosz pergamoni király és végakaratában országát a Római Köztársaságra hagyja. Féltestvére (apja, II. Eumenész természetes fia), Arisztonikosz nem fogadja el a végrendeletet, fellázad és III. Eumenész néven királlyá kiáltja ki magát.

### Kína
- A kínaiak megpróbálják csapdába csalni Csüncsen hsziungnu királyt és seregét, de nem járnak sikerrel és a hsziugnuk visszavonulnak.

## Halálozások
- III. Attalosz, Pergamon utolsó királya
- Tiberius Sempronius Gracchus, római politikus

## Fordítás
- Ez a szócikk részben vagy egészben  a(z)   133 av. J.-C, című francia Wikipédia-szócikk ezen változatának fordításán alapul.  Az eredeti cikk szerkesztőit annak laptörténete sorolja fel. Ez a jelzés csupán a megfogalmazás eredetét és a szerzői jogokat jelzi, nem szolgál a cikkben szereplő információk forrásmegjelöléseként.